# Фрейджер, Малколм
Малколм Фрейджер (англ. Malcolm Frager; 15 января 1935, Сент-Луис — 20 июня 1991, Питсфилд, штат Массачусетс) — американский пианист.
Учился в Джульярдской школе у Карла Фридберга. В 1955 г. был удостоен второй премии Международного конкурса исполнителей в Женеве, в 1959 г. занял первое место на престижном американском Конкурсе имени Левентритта, в 1960 г. завоевал первую премию на Конкурсе имени королевы Елизаветы в Брюсселе. Широко гастролировал по всему миру, в том числе в СССР.
Был известен в особенности исполнением фортепьянных концертов Шумана и Чайковского, в том числе в ранних оригинальных редакциях, а также музыки ранних американских композиторов. Среди записей — произведения Чайковского, Рихарда Штрауса, Шумана.